# Lamprochernes leptaleus
Espèce
Synonymes
- Chelifer leptaleus Navás, 1918

Lamprochernes leptaleus est une espèce de pseudoscorpions de la famille des Chernetidae.

## Distribution
Cette espèce est endémique d'Aragon en Espagne. Elle se rencontre vers Valmadrid.

## Publication originale
- Navás, 1918 : Algunos Quernetos (Arácnidos) de la provincia de Zaragoza. Boletín de la Sociedad Entomológica de España, vol. 1, p. 83-90, 106-119, 131-136.